# BayWa
BayWa est une entreprise allemande présente dans la distribution de matériel agricole et de construction.